# Schloss Westerwinkel

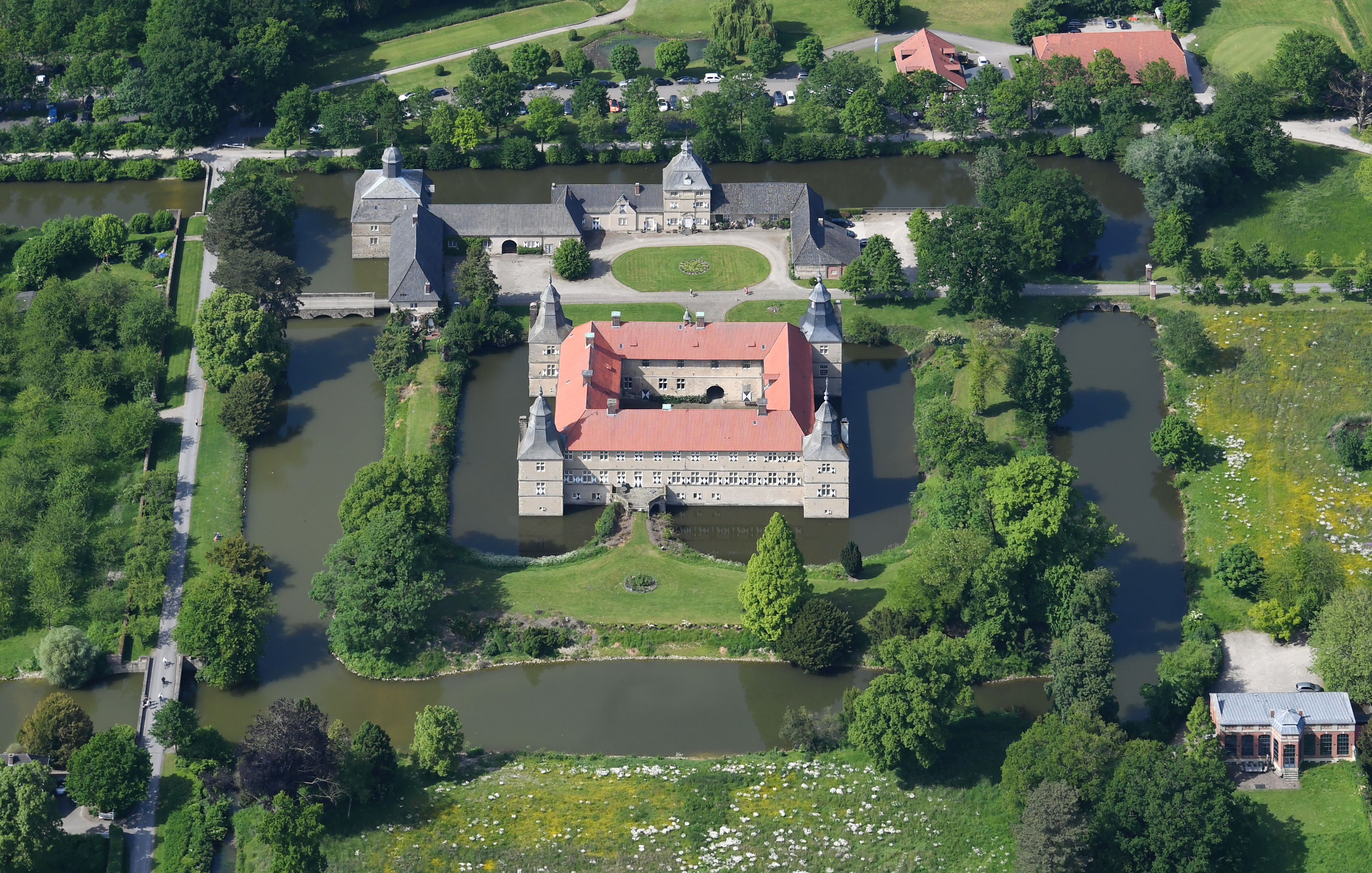
Schloss Westerwinkel im Luftbild (2023)

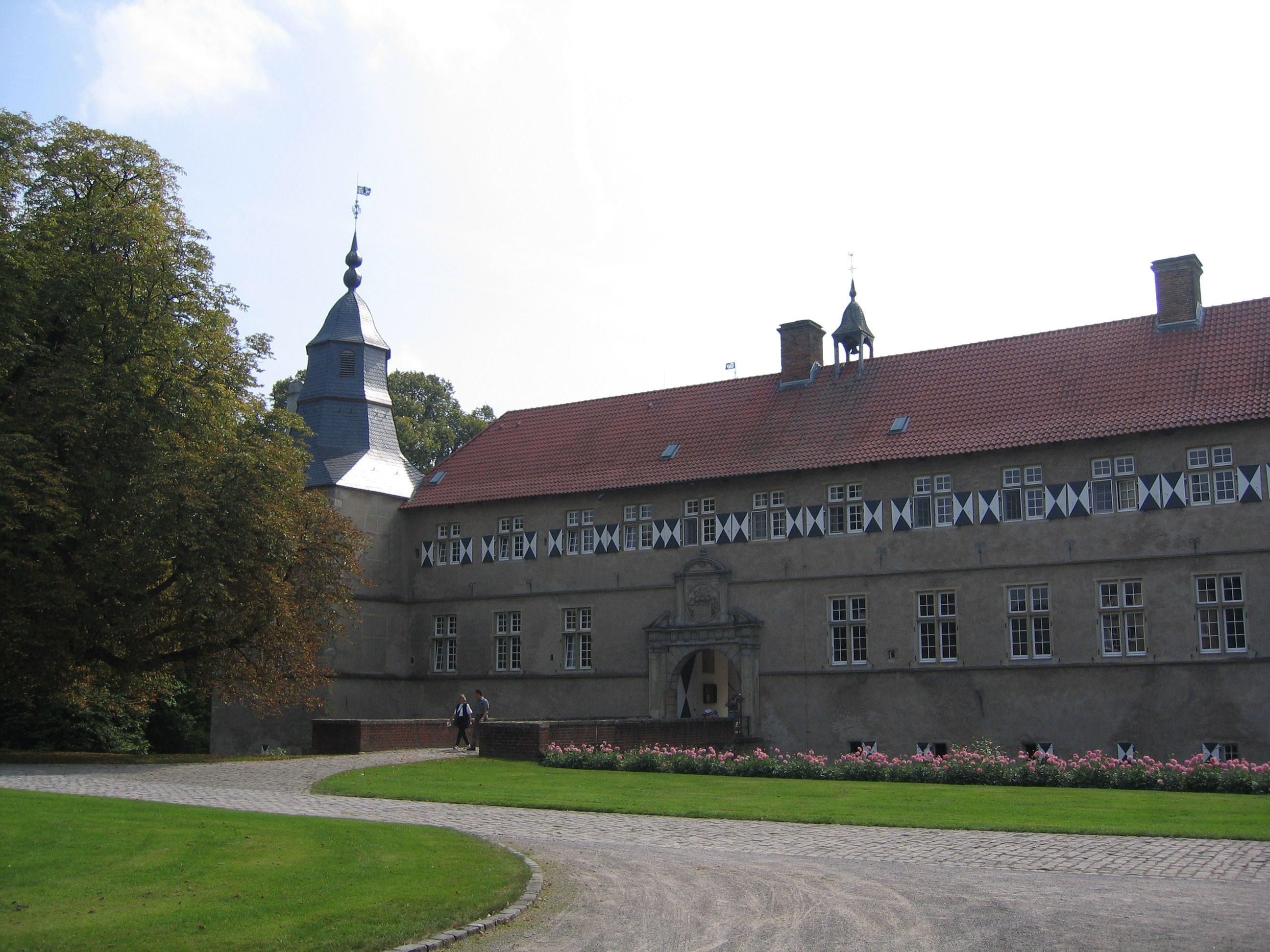
Ansicht des Hauptschlosses aus Norden (2005)

Das Schloss Westerwinkel ist ein barockes Wasserschloss im Ascheberger Ortsteil Herbern im Münsterland. Es beheimatet ein Museum, das nach Vereinbarung besichtigt werden kann.

## Geschichte

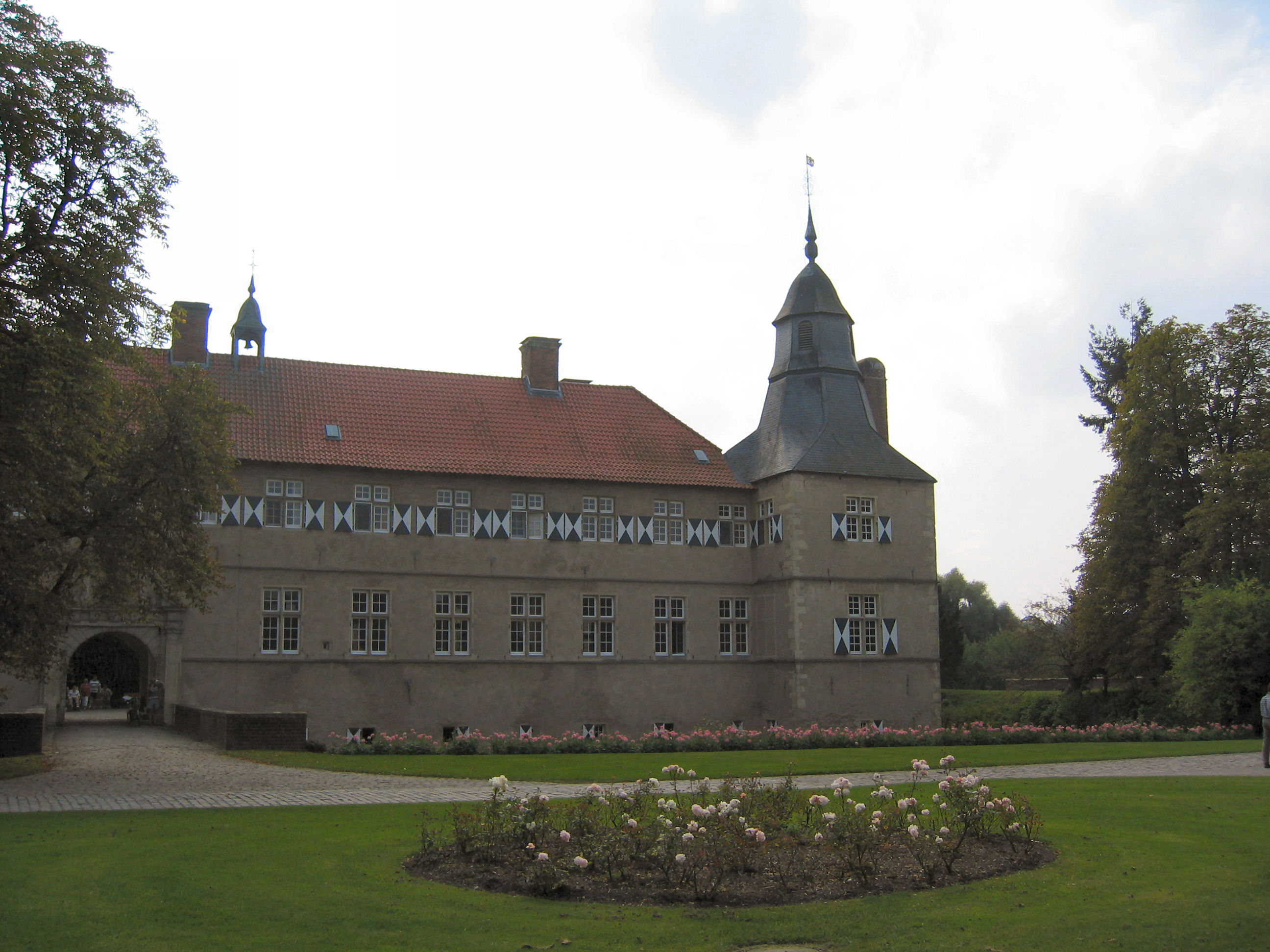
Der linke Turm des Hauptschlosses

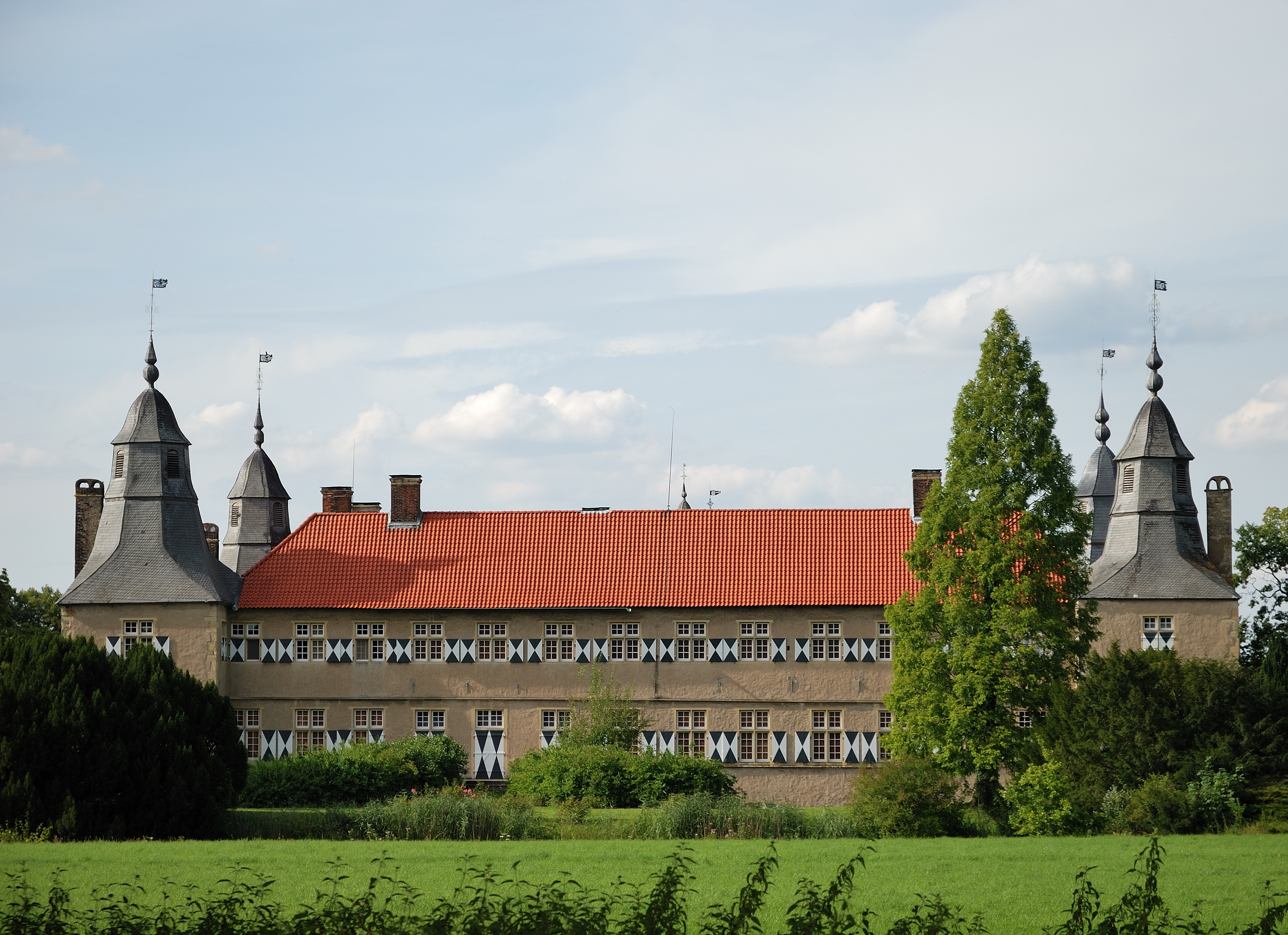
Hauptschloss von Süden

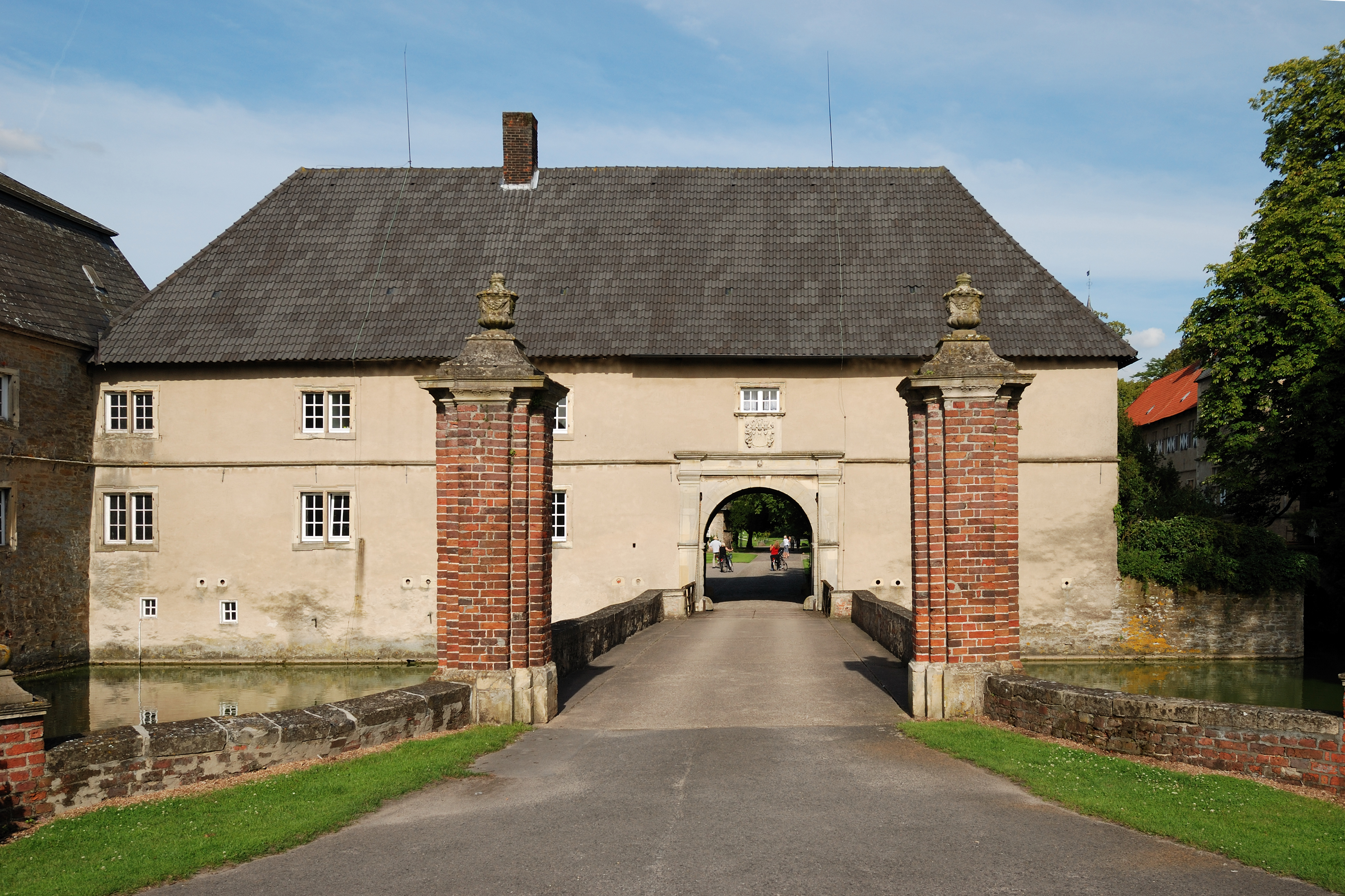
Toreinfahrt

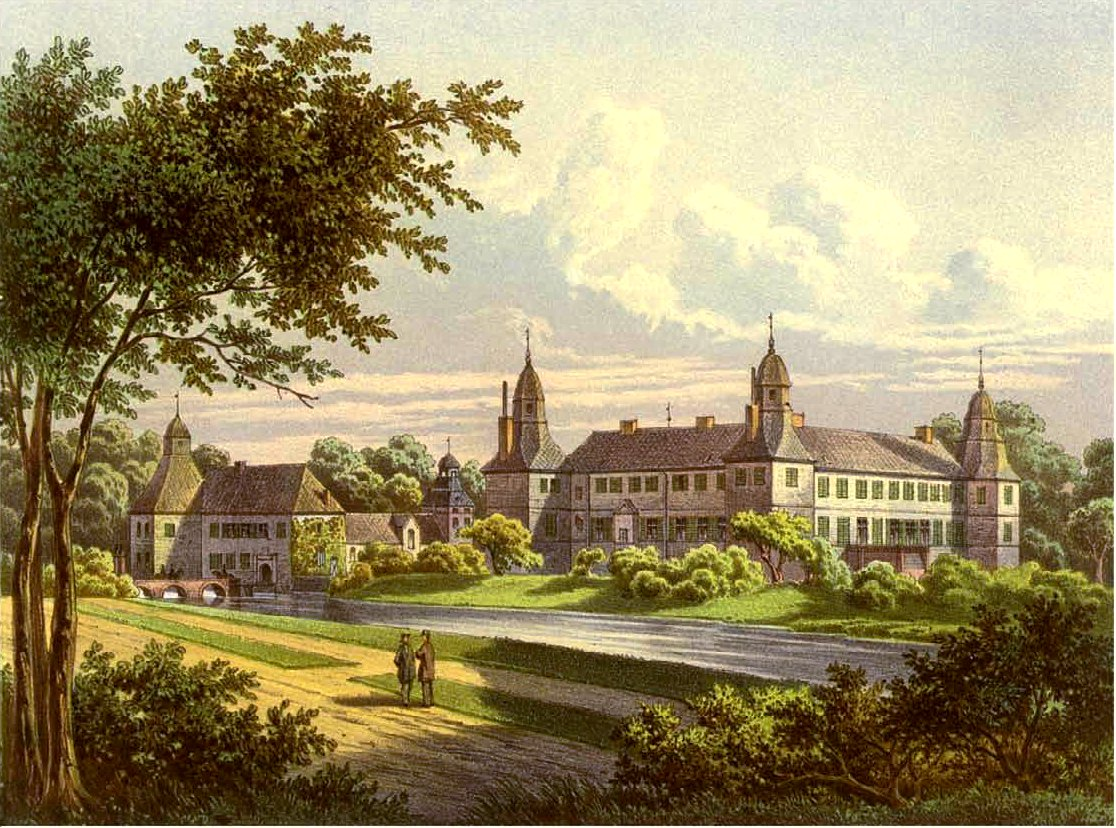
Schloss Westerwinkel 1860, Sammlung Alexander Duncker

Für das Jahr 1225 ist die Existenz einer Burganlage in Westerwinkel urkundlich belegt. Eine trutzige Wasseranlage muss es dort gegeben haben, geschützt durch ein doppeltes Grabensystem mit Wällen, die – für die Zeit des Dreißigjährigen Krieges bezeugt – so hoch waren, dass sie die untere Fensterreihe fast völlig verdeckten. Eine Wehrbefestigung muss an diesem Standort jedoch bereits zu einem früheren Zeitpunkt existiert haben. So ist beispielsweise verbrieft, dass Graf Arnold von Altena-Isenberg, der zudem den Titel Graf von Hövel führen durfte, um 1190 im Besitz einer Wehranlage im Bereich von Westerwinkel war. Westerwinkel gehörte bis etwa zum Jahr 1000 zur Grafschaft Werl und ging dann, je nachdem, welcher der beiden Theorien man folgt (vgl. dazu den Beitrag Grafen von Hövel), entweder auf die Grafen von Arnsberg oder direkt auf die Grafen von Hövel über. Nach der Erbteilung (von Werl bzw. Arnsberg) wurde Westerwinkel entweder um 1003 oder nach 1124 integraler Bestandteil der Grafschaft Hövel. Am Nordwestrand der Werler bzw. Höveler Grafschaft gelegen, war Westerwinkel zusammen mit Stockum ein einsamer Außenposten am Rande des Interessengebietes von Münster. Die strategische Bedeutung des Standortes dürfte sich also reziprok zur Anzahl der erhaltenen Quellen verhalten, was das Bestehen einer Wehranlage in dieser Zeit für den gesamten Zeitraum des Bestehens der Grafschaften Werl und Hövel wahrscheinlich, aber nicht belegbar macht. Dies gilt umso mehr, als von der ursprünglichen Burganlage keinerlei Bausubstanz erhalten ist und niemand sagen kann, wie die Burganlage ursprünglich ausgesehen hat. Zu Zeiten der Werler Herrschaft existierte aber jedenfalls bereits das heute zu Ascheberg gehörende Dorf Herbern, in dessen unmittelbarer Nähe Westerwinkel liegt (Herbern wird geschichtlich erstmals um 889 in den Büchern des Klosters Werden an der Ruhr erwähnt). Für seinen Besitzer dürfte die Notwendigkeit bestanden haben, diesen Besitz am Nordwestrand der Grafschaft gegen mögliche Invasoren abzusichern. Zudem lag Herbern an der alten Handelsstraße Münster – Dortmund – Köln, der heutigen B54, die durch Herbern führte, was die strategische Bedeutung des Platzes unterstreicht.
1225 ermordete Friedrich von Isenberg seinen Onkel, den Erzbischof Engelbert I. von Köln. Nach der Hinrichtung des Mörders entbrannte eine heftige Fehde zwischen seinem Sohn Dietrich von Altena-Isenberg und dem Grafen Adolf I. von der Mark, der die Isenbergschen Güter an sich gerissen hatte, die sogenannten Isenberger Wirren. Dietrich von Isenberg behielt nach dieser Fehde Westerwinkel, Heessen und die Burg Limburg an der Lenne. Er nannte sich nun Graf von Limburg.
Die Burg wechselte mehrfach den Besitzer. Bis 1430 waren die Herren von Ascheberg Inhaber der Burg. Um 1430 wurde dann Hermann von Merveldt von den Grafen von Limburg mit dem Besitz Westerwinkel belehnt. Die Familie von Merveldt gehört zum westfälischen Uradel. Sie stammt von Burg Merfeld, die nordwestlich von Dülmen liegt, wo sie seit 1251 urkundlich belegt ist. Der neue Besitzer der Burg hörte auf den Namen Hermann von Merveldt (1399–1450), Marschall des Fürstbischofs von Münster und Droste des Amtes Stromberg. Als die Familie in finanzielle Engpässe geriet, wechselte der Besitz kurzzeitig wieder an die Familie von Ascheberg. Hermanns Neffe kaufte ihn jedoch im Jahre 1498 wieder zurück. 1515 musste die Familie Westerwinkel erneut verkaufen. So ging er an die Raesfeld zu Ostendorf über, und dann über den Grafen von Limburg an die Diepenbrock zu Lake (1523). Als Dirk von Merveldt eine wichtige Rolle bei der Eroberung Münsters aus den Händen der Münsteraner Täufer spielte und selbst den Täuferkönig Jan van Leyden gefangen nahm, ging es mit den Merveldts finanziell wieder aufwärts – die Kriegsbeute war reichlich. Mit ihrer Hilfe baute Dirk von Merveldt in Wolbeck ein Meisterwerk der Renaissance, den Drostenhof. Im Jahre 1555 ehelichte er die Erbtochter der Familie von Diepenbrock, Ursula von Diepenbrock zu Westerwinkel. Auf diese Weise gelangten die Merveldts 1567 durch Erbteilung wieder in den Besitz von Westerwinkel, der ihnen bis heute geblieben ist.
Diese jüngere Linie derer von Merveldt konnte ihren Grundbesitz bedeutend erweitern: Als weiterer bedeutender Vertreter der Familie ist Dietrich Hermann von Merveldt zu nennen (1598–1658). Er war Droste zu Wolbeck, Geheimer Rat, Oberstmarschall und Kanzler. Im Jahre 1625 kaufte er die Burg Geinegge in Bockum-Hövel und 1655 das Haus Beckedorf, mit dem die Familie das Patronatsrecht über die Pfarre Bockum erlangte.
Das heutige Schloss Westerwinkel hat mit der ursprünglichen Burganlage nichts mehr gemeinsam. Die Gebäude der Vorburg wurden zwischen 1663 und 1668 errichtet. Vier Jahre nach Baubeginn trat rechtlich gesehen eine entscheidende Wende ein. Bis zu diesem Zeitpunkt war Westerwinkel noch ein Lehensgut gewesen. 1667 gelang es jedoch, es durch Zahlung einer Geldsumme aus dem Hohenlimburger Lehnsverhältnis herauszulösen. Westerwinkel wurde auf diese Weise persönliches Eigentum der Familie von Merveldt. Nur ein Jahr später, am 17. Februar 1668, wurde Theodor Hermann von Merveldt (1624–1696) von Kaiser Leopold I. in den erblichen Reichsfreiherrenstand erhoben. Diese Standeserhöhung zog ein gehobenes Repräsentationsbedürfnis nach sich. Die Anlage wurde also insgesamt großzügiger und weitläufiger angelegt. Dies bedingt die Tatsache, dass Schloss Westerwinkel eines der frühesten Barockschlösser Westfalens ist.
Der gesellschaftliche Aufstieg der Familie war damit noch nicht beendet. Am 20. Dezember 1726 wurden die Reichsfreiherren von Kaiser Karl VI. in den erblichen Reichsgrafenstand erhoben.
Ab 1840 wurde den Merveldts die Erbmarschallswürde des Hochstifts Münster verliehen, was durch das Aussterben der Plettenbergs bedingt war.
Ferdinand, der letzte Erbmarschall des FsTT. Münster, hatte keine Söhne, sondern nur eine Tochter, Maria Josepha (* 5. Juli 1922 in Lembeck, † 30. April 1993 in München), welche Johannes Freiherr von Twickel (* 22. April 1903 in Ostrowine, † 3. April 1989 in Adendorf bei Bonn) am 21. April 1949 in Westerwinkel heiratete. Ihr gemeinsamer Sohn, Ferdinand Freiherr von Twickel (* 16. Juni 1951) wurde von seinem Großvater Ferdinand adoptiert (Vertrag Westerwinkel 6. November 1952, amtsgerichtlich bestätigt Dorsten 2. Februar 1953) und nennt sich seither Ferdinand Graf von Merveldt, Freiherr zu Lembeck, Freiherr von Twickel (adelsrechtliche Nichtbeanstandung durch den Beschluss des Ausschusses für adelsrechtliche Fragen der Deutschen Adelsverbände Marburg a. d. Lahn 28. September 1955) und ist der heutige Besitzer von Schloss Westerwinkel.
Die Grafen von Merveldt haben an Schloss Westerwinkel keine Umbauten vorgenommen. Aus diesem Grunde zeigen die Gebäude seit dem 17. Jahrhundert keine Veränderungen und entsprechen seitdem dem jetzigen Zustand, allerdings mit einer gewichtigen Einschränkung: Einer der Flügel, aus denen die Gebäude bestehen, ist inzwischen einem Brand zum Opfer gefallen und verschwunden.

## Erscheinungsbild des Schlosses

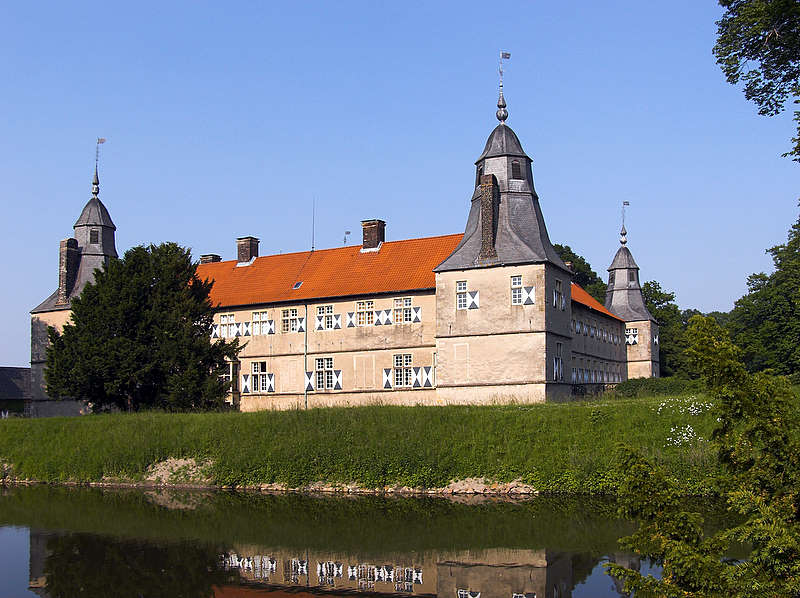
Hauptschloss von Süd-Westen

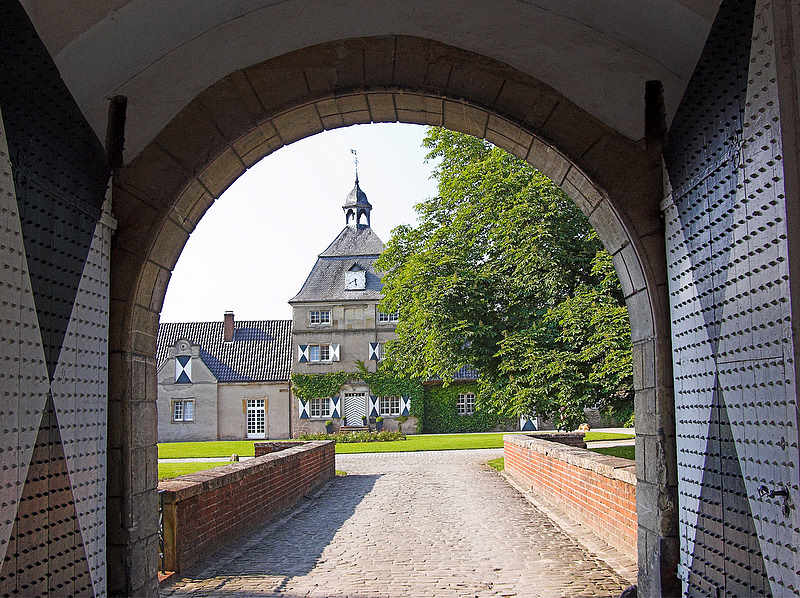
Uhrenturm Vorburg

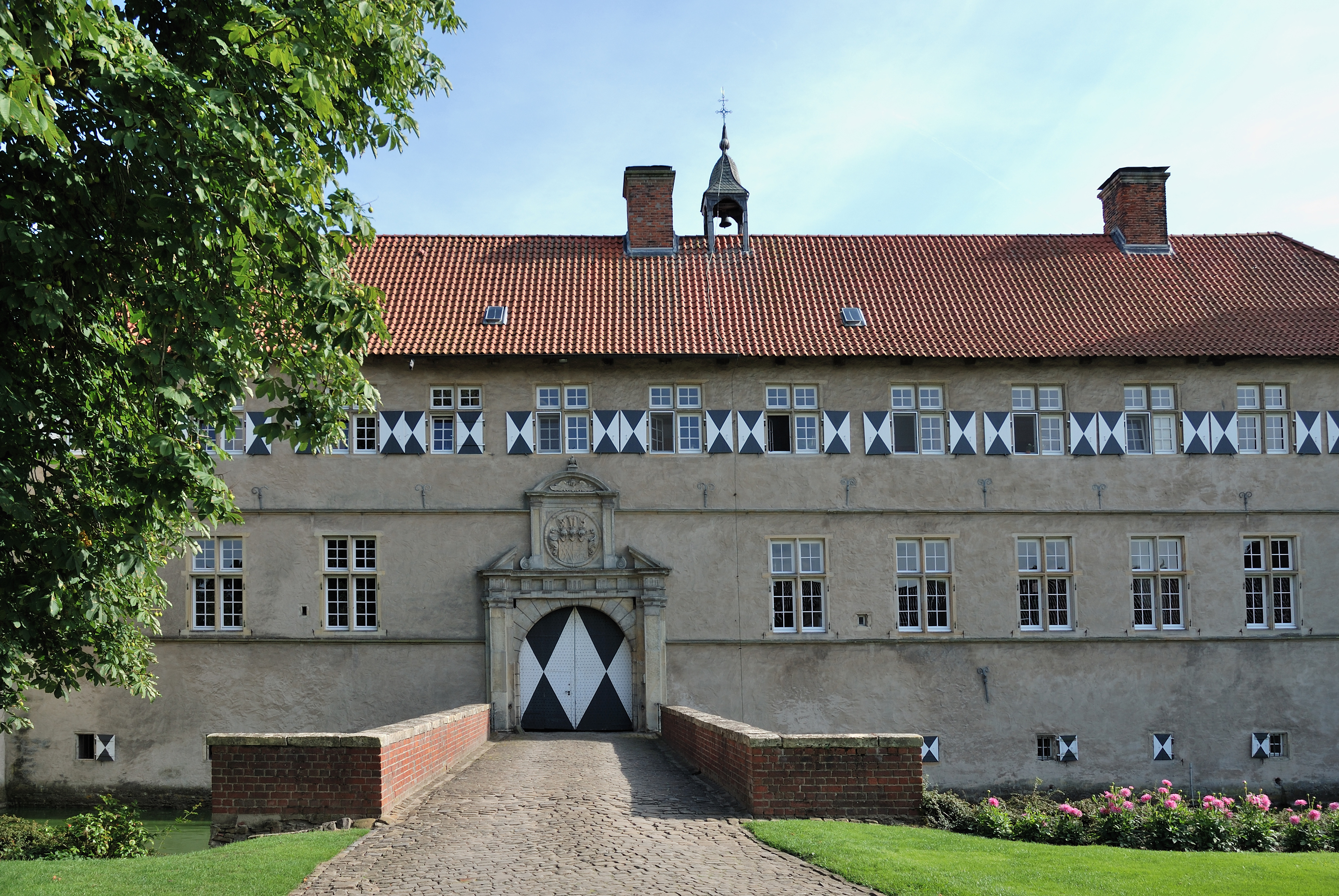
Südflügel vom Schlosshof

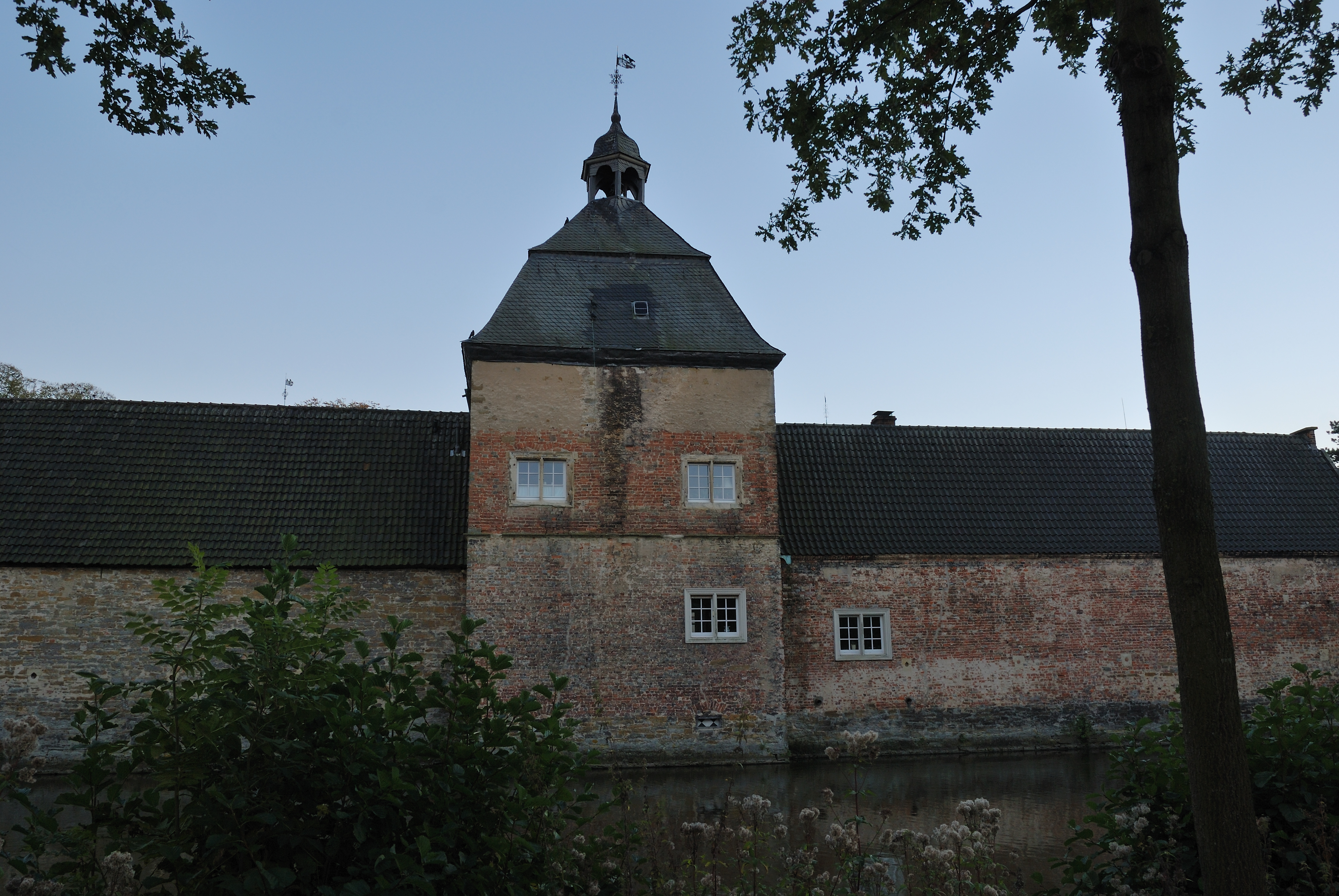
Nordseite mit Wassergraben

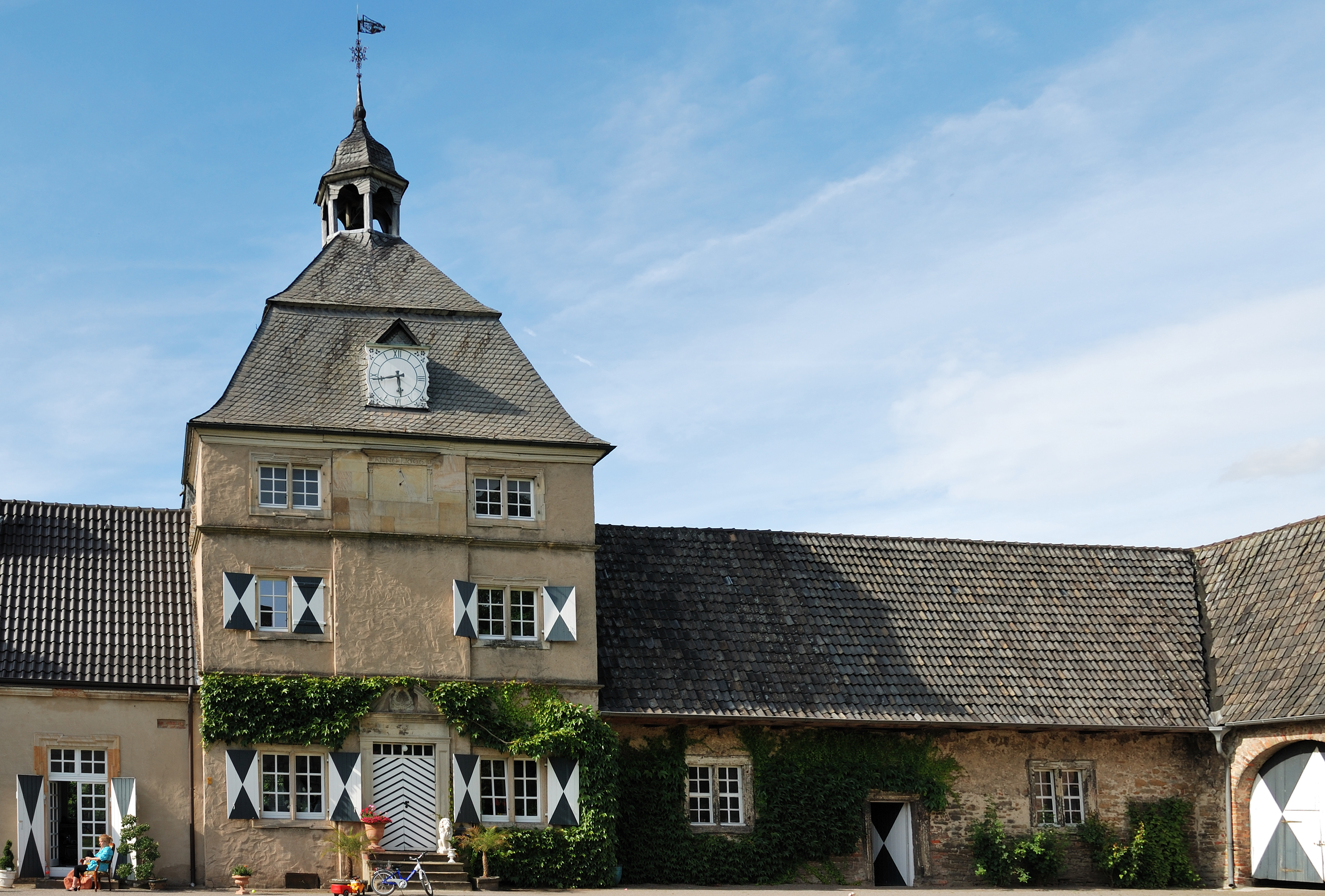
Nordflügel mit Uhrenturm

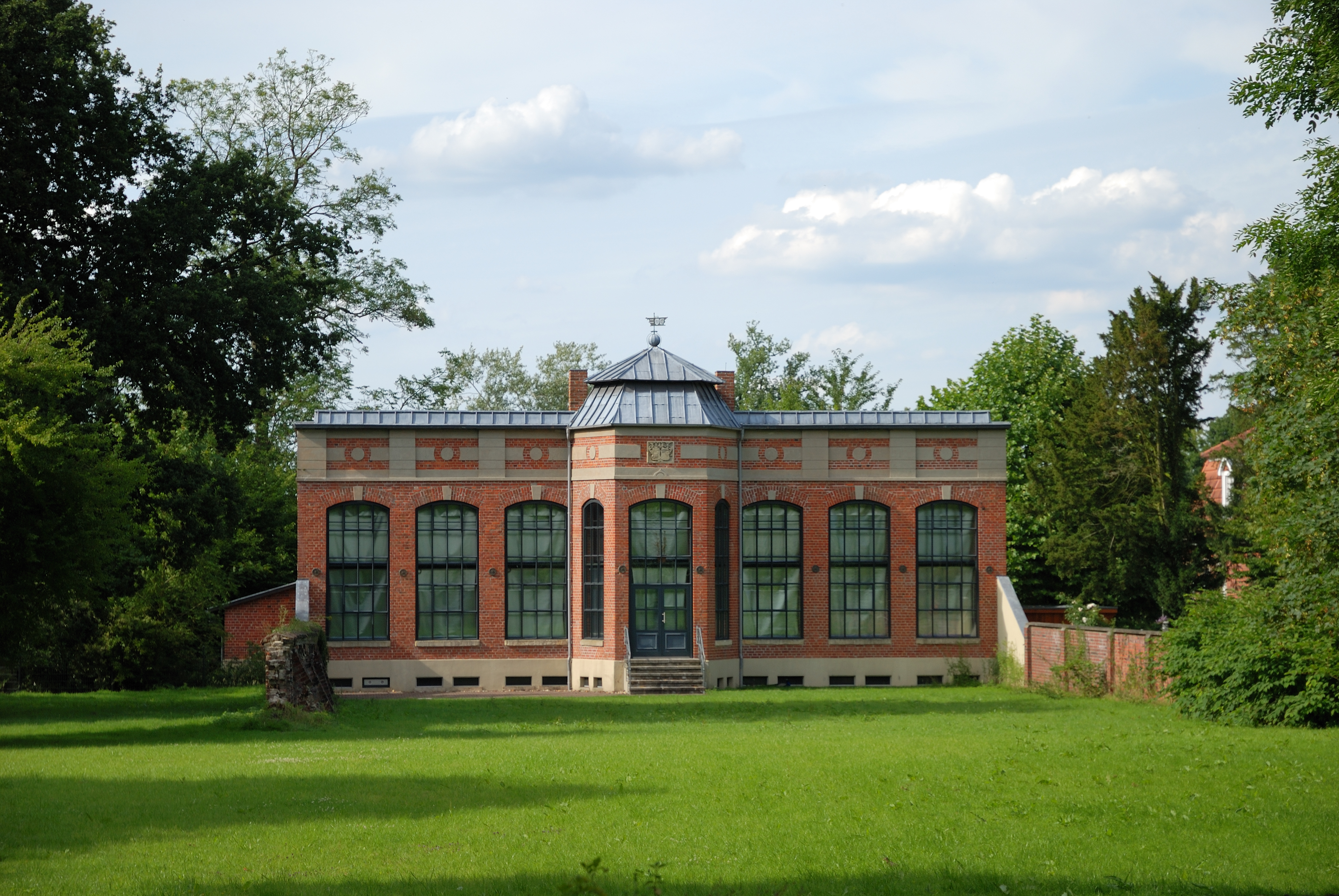
Orangerie

Die idyllische, naturnahe Lage des Schlosses, das sich ein ganzes Stück abseits der menschlichen Besiedlung befindet, veranlasste den Autor des Informationszettels am Schlosseingang zu folgenden poetischen Zeilen:
Die Besonderheit dieses Schlosses beruht nicht auf einer ereignisreichen Vergangenheit oder auf einer faszinierenden Baugeschichte. Vielmehr unterscheidet es sich von allen anderen Schlössern eher durch seinen eigenen Charakter. Es ist zurückhaltend, wie die Einwohner dieses Landstrichs; es versteckt sich in den Hochwäldern und in den mit Hecken eingefriedeten Wiesen und Feldern; es scheint viel eher allein bleiben zu wollen, verborgen vor jedem Fremden, mit sich selbst und seiner kleinen Welt zufrieden. Dieses Dornröschenschloss wurde inmitten eines englischen Garten errichtet. Es handelt sich hierbei um einen Komplex von Wassergräben, deren Ursprung im frühen Barockstil zu suchen ist, und dessen Prinzipien den Wassergräben der Burg des Mittelalters entsprechen. Zum Zeitpunkt der Erbauung wurden die Wassergräben ausgehoben, jedoch nicht zu Verteidigungszwecken (denn dieses System der Verteidigung war damals schon veraltet), sondern mit einer architektonischen Zielsetzung, die für den barocken Stil repräsentativ ist. Die Gesamtanlage erstreckt sich auf zwei rechteckigen Inseln; die Gebäude liegen auf der östlichen Insel, und der Garten befindet sich auf der westlichen Insel.
Schloss Westerwinkel liegt etwa 1 km westlich von Herbern inmitten einer weitläufigen, im Stile eines englischen Landschaftsparks gestalteten Landschaft, die heute durch mangelhafte Pflege und den Einbau eines Golfplatzes teilweise zerstört ist. Es ist als Wasseranlage errichtet und von einem mehrfachen, rechteckig angelegten Gräftensystem eingefasst. Insgesamt vermitteln die verschachtelte Zufahrt und die wehrhaften Anlagen den Eindruck einer Verteidigungsanlage aus früheren Jahrhunderten. Westlich schließt sich die Garteninsel an. Im Inneren des alten Gemüsegartens befindet sich ein Pavillon mit zwei Etagen im barocken Stil, der von Johann Conrad Schlaun erbaut wurde und seit Jahren dem Verfall preisgegeben ist. Der inzwischen naturbelassene Schlossgarten, der zahlreichen einheimischen Tier- und Pflanzenarten eine Heimstatt bietet, wurde im vergangenen Jahrhundert als englischer Garten angelegt. Er hat einen Bestand an seltenen Bäumen, darunter auch eine 600-jährige Linde. Nach dem Einbau des Golfplatzes wurde eine sehr alte Kastanienallee gefällt und durch Eichen ersetzt. Wenig denkmalverträglich war auch die Schaffung einer zweiten Brücke, die den Inselcharakter der Vorburg empfindlich stört und vermutlich dem bequemeren Zugang der Golfplatzbesucher zum Schloss dienen soll. In diesem Zusammenhang darf allerdings nicht unerwähnt bleiben, dass durch den Golfplatz Geld eingenommen wird, das in die Erhaltung des Anwesens investiert werden kann.
Das kastellartige Hauptschloss liegt auf der östlichen Insel, die der Garteninsel gegenüberliegt, und erhebt sich direkt aus dem Wasser der Innengräfte. Es handelt sich um eine in sich geschlossene Vierflügelanlage mit quadratischem Pavillonturm an jeder Ecke – diese Türme sind in den Jahren 1663–1668 errichtet worden. Der Vier-Flügel-Bau wird von drei Wällen und der Vorburg umschlossen. Die Wälle waren früher bedeutend höher, so dass sie das Erdgeschoss fast deckten. Die verschieferten, achtzeilen, steilen und eingezogenen Turmhauben sind erst Anfang des 19. Jahrhunderts aufgesetzt worden. Jeder Turm des Schlosses (insgesamt 6 – die vier Ecktürme des Hauptschlosses, der Glockenturm und ein weiterer am Rande der Vorburg) ist mit einem Zwiebeldach geschmückt, das von einer Wetterfahne gekrönt wird. Über den vier Flügeln befinden sich einfache Satteldächer.
Die Anlage folgt also dem in Westfalen oft zu beobachtenden Bautypus des auf zwei Inseln angelegten Schlosses. Auf der einen Insel ist die Vorburg, auf der anderen die Hauptburg untergebracht. Hier ergibt sich jedoch dadurch eine Besonderheit, dass die wallartigen Fortführungen der Insel der Vorburg die innerste Gräfte konzentrisch umschließen. Im Westen folgen weitere Wassergräben und schließen die viereckige Garteninsel ein. Diese ist insgesamt so groß wie der Wirtschaftshof und das Hauptschloss zusammen. Betrachtet man das gesamte Anwesen, ergibt sich ein System von 200 × 350 m Größe. Beachtlich ist die bauliche Geschlossenheit von Schloss Westerwinkel. Es wirkt, als wäre es aus einem Guss erbaut. Ursache hierfür ist im Wesentlichen die kurze und ungestörte Bauphase, aber auch die Weitläufigkeit und Großzügigkeit der Landschaftsplanung rings um das Schloss leistet dazu ihren Beitrag.
Das Château d’Ancy-le-Franc in Burgund, Schloss Johannisburg in Aschaffenburg, Schloss Sternberg in Franken und ähnliche Anlagen sind berühmte Vorbilder und Vergleichstypen für diesen Baustil. Es handelt sich um einen Kastelltyp, der einst eine regelmäßig Bauform in der Renaissance darstellte und hier eine späte Blüte erfährt. Angesichts der späten Bauzeit wirkt er konzeptionell allerdings bereits ein wenig altertümlich. Baumeister war wohl der fürstbischöfliche Ingenieur Peter Pictorius der Ältere, der von 1626 bis 1685 lebte.
Alle Seiten des Schlosses sind gleich gestaltet: zwei Reihen gleichförmiger Steinkreuzfenster für Obergeschoss und Erdgeschoss. Weiter unten befinden sich kleine Kellerluken. Die Gestaltung der Fenster wird jeweils auf den Eckpavillons fortgesetzt. Die Fassade wird durch Wasserschlaggesimse horizontal gegliedert. Für den Sockel wurde Bruchstein als Material verwendet, für die Mauern Ziegel. Beides ist verputzt worden. Für die Eckquaderung hat man sichtbaren Sandstein verwendet.
Im Erdgeschoss liegen alle Repräsentationsräume in einfacher Folge in voller Breite der Flügel hintereinander. Im Südflügel befand sich das Quartier für hochrangige Gäste. Im Obergeschoss ist ein hofseitig umlaufender Flur, von dem die einzelnen Zimmer und Appartements abgehen – ein ganz anderes Anordnungskonzept.
Nur über eine einzige Brücke besteht eine Verbindung zur Vorburg. Diese besteht aus mehreren unregelmäßig angelegten Gebäuden, die zur Vierflügelanlage hin offen sind. Blickt man auf den Eingang zum Hauptschloss in der Nordseite des Flügelbaus, kann man feststellen, dass Brücke und Torweg etwas aus der Mittelachse verschoben sind. Der Portalrahmen ist von toskanischer Ordnung und wird von einem Sprenggiebel gekrönt. Die Jahreszahl ist mit 1668 angegeben. Am Westflügel über einer doppelläufigen Freitreppe befindet sich ein weiteres Torhaus mit Brücke über eine zweite, viereckig das Ganze umschließende Gräfte. Das barocke Innenhofportal ist reich gegliedert und befindet sich genau in der Mittelachse. Die Bauinschrift lautet: DOMINE REFUGIUM FACTUS ES NOBIS A GENEATIONE IN GENERATIONE ANNO MDCLXIII – „Gott ist unsere Zuflucht von Generation zu Generation“ bzw. „Herr, du bist für uns von Generation zu Generation Zuflucht“, Anno 1663. Trotz dieser Jahreszahl ist das Portal aber erst 1680–1690 eingefügt worden.
In der Mitte – gegenüber dem Tor, das zum Innenhof führt – erhebt sich der Uhrturm. Nachdem man das Eingangstor durchschritten hat, gelangt man in die Eingangshalle. Hier sieht man eine holländische Uhr. Sie wird auch als „astronomische Uhr“ bezeichnet, da sie nicht nur die Uhrzeit anzeigt, sondern auch den Wochentag, das Datum und den Monat sowie das aktuelle Sternzeichen. Die Haupttreppe aus Eichenholz führt zum Obergeschoss.
Das Haus des Verwalters liegt zwischen den beiden Inseln. Es wurde im ersten Viertel des 19. Jahrhunderts errichtet. Aus farbigen Ziegeln bestehende Ornamente verleihen ihm eine heitere und ganz besondere Note, wie es auf dem Informationsblatt im Eingangsbereich heißt.
In unmittelbarer Nachbarschaft des Schlosses befindet sich das Golfcafe „Hugo am Schloss“, ein Restaurant mit angeschlossenem Biergarten. Der 1994 erbaute Golfplatz wird seit 2019 vom Golfclub Wasserschloss Westerwinkel e. V. (1995 gegründet) selbst betrieben, der die Golfanlage von einer Betreibergesellschaft übernahm.
Am Rande des Golfplatzes steht ein dem Heiligen Hubertus gewidmeter Gedenkstein mit der Aufschrift „Sct. Hubertus, den 3. November 1885“. Er zeigt Hubertus am Waldrand stehend, sein Pferd schaut nur mit dem Kopf aus dem Wald heraus, der Körper muss sich noch darin befinden. Der Hubertusfigur fehlt inzwischen der Kopf.
Die Wanderwege um das Schloss sind von Tafeln gesäumt, die dem Wanderer die einheimische Tier- und Pflanzenwelt näher bringen sollen und teilweise nostalgischen Charakter haben, da sie – in alter Rechtschreibung – auch Tierarten wie das Rebhuhn beschreiben, die inzwischen zu den stark gefährdeten Arten gehören. Die Beschreibung einer Lärche – direkt vor einem Eichbaum platziert – verleiht den Hinweistafeln eine unfreiwillig heitere Note.

## Wappen

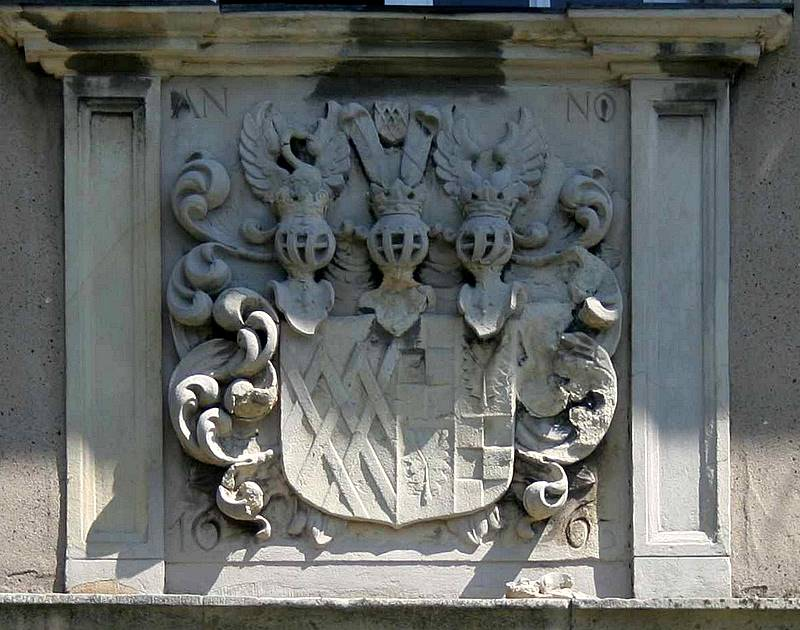
Wappen an der Vorburg

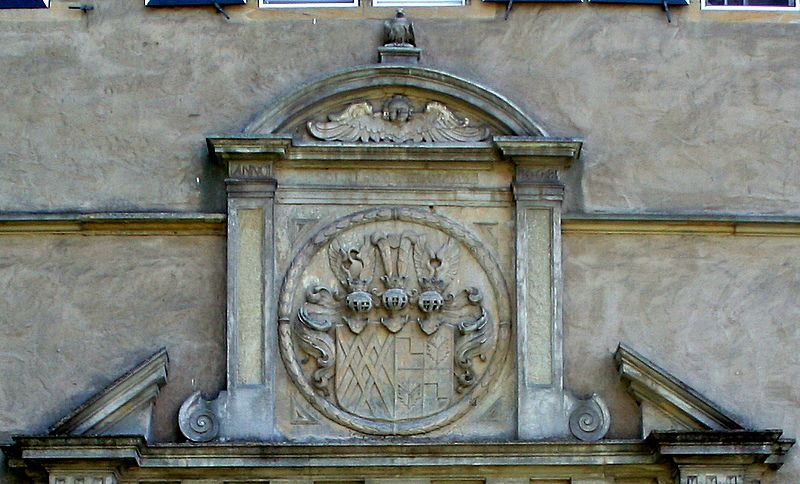
Wappen über dem Eingang zur Vierflügelanlage

Auf Schloss Westerwinkel sind insgesamt drei Portale zu finden, die durch das zusammengeschobene Wappen derer von Merveldt bzw. derer von Westerholt geziert werden. Das erste befindet sich am Torhaus der Vorburg, das zweite kann man über dem Eingang zur Vierflügelanlage sehen und das dritte schließlich am repräsentativen Eingang in den Westflügel des Haupthauses.
Zwischen den Häusern von Merveldt und von Westerholt gibt es vielfältige Beziehungen. Beide gehören zum westfälischen Uradel und sind in nahem zeitlichen Abstand in den Reichsfreiherrenstand erhoben worden. Die von Westerholt, deren gleichnamige Stammburg in der Herrschaft Recklinghausen liegt, wurden 1634 in den Reichsfreiherrenstand erhoben, die von Merveldt 34 Jahre später.
Mehrere Ehen verbinden beide Familien:
- Theodor Hermann von Merveldt (1624–1688), Reichsfreiherr ab 1668, heiratete 1649 Anna Sophia von Westerholt zu Lembeck. Es ist ihr Wappen, das an den Toren der Vorburg zu sehen ist.
- Theodor Burchard von Merveldt (1624–1688), Reichsgraf ab 1726, ehelichte 1677 Sophia Theodora von Westerholt zu Lembeck.
- Ferdinand Theodor von Merveldt (1681–1765) heiratete 1708 Maria Josepha von Westerholt zu Lembeck. Dadurch erweiterte sich der Besitz der Grafen von Merveldt, u. a. um Schloss Lembeck, das genau wie Schloss Westerwinkel noch heute im Eigentum der Familie steht. Lembeck konnte dadurch mit Westerwinkel zu einem Besitz in Form eines Fideikommisses vereinigt werden. Bereits im Ehevertrag der Eltern war Maria Jospha von Westerholt zu Lembeck der Status einer Erbtochter zuerkannt worden.[2]

Durch die Vereinigung der Häuser ist auch das Wappen der Familie erweitert worden.
Das Stammwappen derer von Merveldt zeigt ein goldenes Gitterwerk in Blau aus zwei sich überschneidenden Sparren und zwei Schrägstäben, einer schrägrechts, der andere schräglinks gelegt. Es handelt sich nicht um ein verflochtenes Schräggitter, selbst wenn manche fehlerhafte Abbildungen (auch im Siebmacher) das auf eine solche Weise darstellen. Betrachtet man das Wappen vor Ort, stellt man rasch fest, dass über den oben spitz endenden Sparren immer ein Leerraum gelassen wurde. Auch sind unten keine weiteren Schrägstäbe zu sehen, obwohl genug Platz für sie vorhanden wäre. Das Kleinod zeigt den Schild in verkleinerter Form. Er befindet sich zwischen zwei blauen und mit schrägen goldenen Stäben belegten Straußenfedern. Die Helmdecken präsentieren sich in blau und gold. Im Siebmacher werden die Federn anders beschrieben, nämlich nur aus golden, doch sieht man auch hier während einer Inaugenscheinnahme auf Schloss Westerwinkel selbst, dass in Wirklichkeit die oben genannte Darstellung korrekt ist.
Hingegen ist das Wappen derer von Westerholt geviert. Feld 1 und Feld 4 zeigten das Stammwappen der Familie, das von Schwarz und Silber gespalten und zweimal geteilt ist. Auf Feld 2 und 3 ist das Wappen Lembeck zu sehen. Es handelt sich um drei deichselförmig gestellte, mit den Spitzen auf das Zentrum gerichtete silberne Nägel in Rot auf silbern gezacktem Feld.
Oberhalb von Feld 1 und 4 befindet sich eine Helmzier, ein schwarz-silbern bewulsteter Helm, auf dem ein rot-bewehrter silberner Schwan mit nach rechts geöffneten Flügeln sitzt. Der linke Flügel ist silbern mit schwarzem Balken, der rechte Flügel schwarz mit silbernem Balken. Die Flügel weisen insgesamt die gleichen Farben und Teilungen auf wie der Schild bzw. das Feld. Oberhalb von Feld 2 und 3 ist ein Flug zu sehen, rechts silbern, links rot.
Auch diesbezüglich finden sich im Siebmacher abweichende Angaben. Feld 2 und 3 soll einen silbernen Widderkopf auf rotem Grund beinhalten, der mit drei blauen Nägeln besteckt ist. Von dieser Beschreibung weicht der Augenschein auf Schloss Westerwinkel deutlich ab.
Im Laufe der Jahre wurde das Wappen Westerholt mehrfach verändert. Es wurde um die Elemente Gysenberg und Raitz von Frentz erweitert (freiherrliches und gräfliches Wappen von Westerholt). Das neue Wappen trägt nun auf einem von Gysenberg und Raitz von Frentz gevierten Schild einen von Westerholt und Lembeck gevierten Herzschild.
Alle Wappen tragen über den Portalen das zusammengeschobene Wappen von Merveldt/von Westerholt. Die Wappen von jedem der beiden Eheleute nehmen jeweils eine Spalthälfte ein. Auf dem kombinierten Schild werden alle drei Helmkleinode vereinigt.
Im Schloss selbst sind weitere heraldische Dokumente aus späterer Zeit zu finden. Sie zeigen eine Weiterentwicklung der früheren Wappenzustände. Während außen am Schloss die Wappen Merveldt und Westerholt noch fein säuberlich in gespaltenem Schild getrennt sind, verschmelzen sie in späterer Zeit zu einem einzigen Wappen. Das Merveldtsche Wappen kommt dabei als Herzschild auf dem Westerholt-Lembeckschen Hauptschild zu liegen.
Zu erwähnen ist noch der Eckpavillon. Früher waren hier die Dienerwohnungen und Brauküche untergebracht. Der Pavillon diente als Speicher. Die Jahreszahl datiert das Gebäude auf 1663. Blickt man auf das zweigeschossige Torhaus mit Zugbrücke und den Eckpavillon zur Linken, erkennt man über dem Portal mit Zugbrücke das Ehewappen. Es ist gespalten in Merveldt (vorne) und Westerholt (hinten). Die Helmkleinode zeigen optisch von links nach rechts Westerholt, Merveldt, Lembeck.